# Florida Keys
Le Florida Keys (in spagnolo Cayos de la Florida) sono un arcipelago di oltre 1.700 isole del sud-est degli Stati Uniti (delle quali solo 34 abitate), collegate al continente dal lungo viadotto Seven Mile Bridge. Iniziano a sud-est della punta della penisola della Florida, a circa 15 miglia a sud di Miami, e si estendono in un dolce arco da nord-est a sud-ovest fino a Key West, la più occidentale delle isole abitate, e alle Dry Tortugas (disabitate).
Le isole si trovano lungo gli Stretti della Florida, che dividono l'Oceano Atlantico a est dal Golfo del Messico a ovest, e definiscono parte della Baia della Florida. Le Florida Keys sono situate tra i 23,5 e 25,5 gradi di latitudine nord. Il clima è definito come tropicale secondo la classificazione di Köppen. Più del 95 per cento della superficie terrestre si trova nella Contea di Monroe, ma una piccola parte si estende a nord-est nella Contea di Miami-Dade.
La superficie totale è 355,6 km². Dal censimento del 2000 la popolazione era stimata in 79.535 abitanti, con una densità media di 223,66/km², anche se gran parte della popolazione è concentrata in poche aree della densità molto più elevata, come ad esempio la città di Key West, che ha il 32% di tutta la popolazione delle Florida Keys.
La città di Key West è la sede della Contea di Monroe. Le Florida Keys sono la porzione esposta di un'antica barriera corallina.
Le isole sono famose per la Torta di limetta.

## Galleria d'immagini

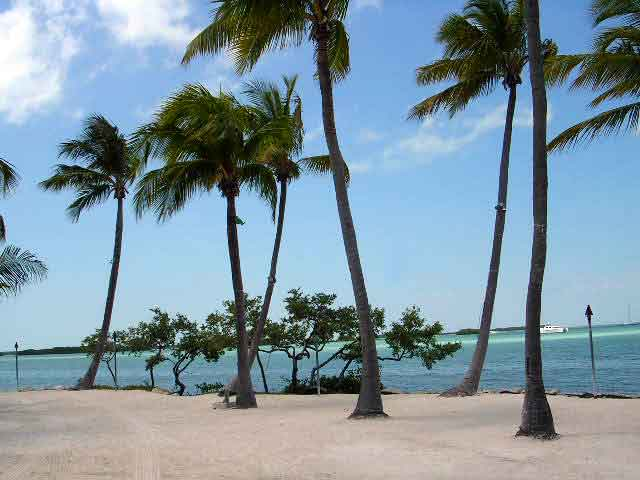
Islamorada
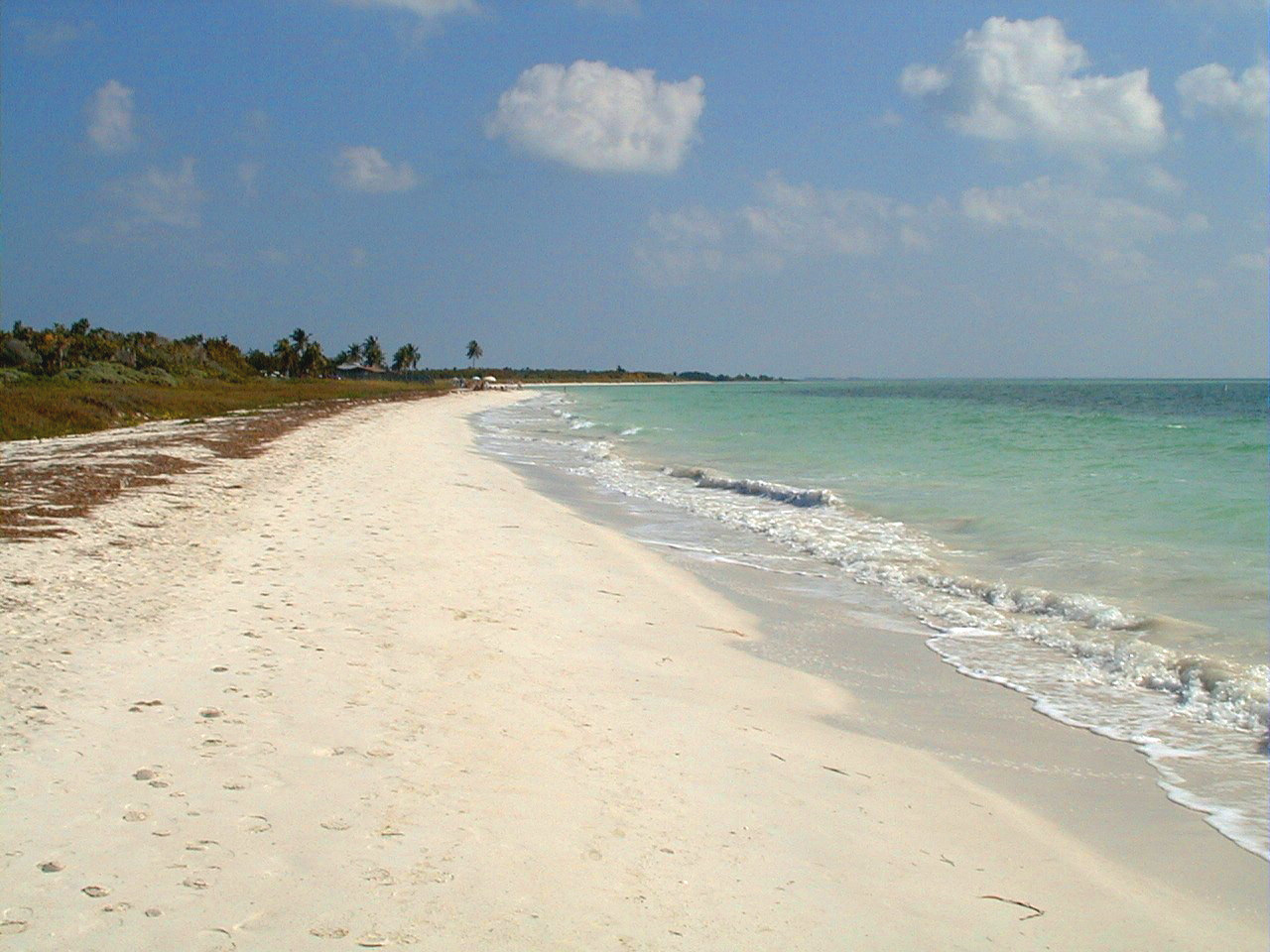
Baia Honda
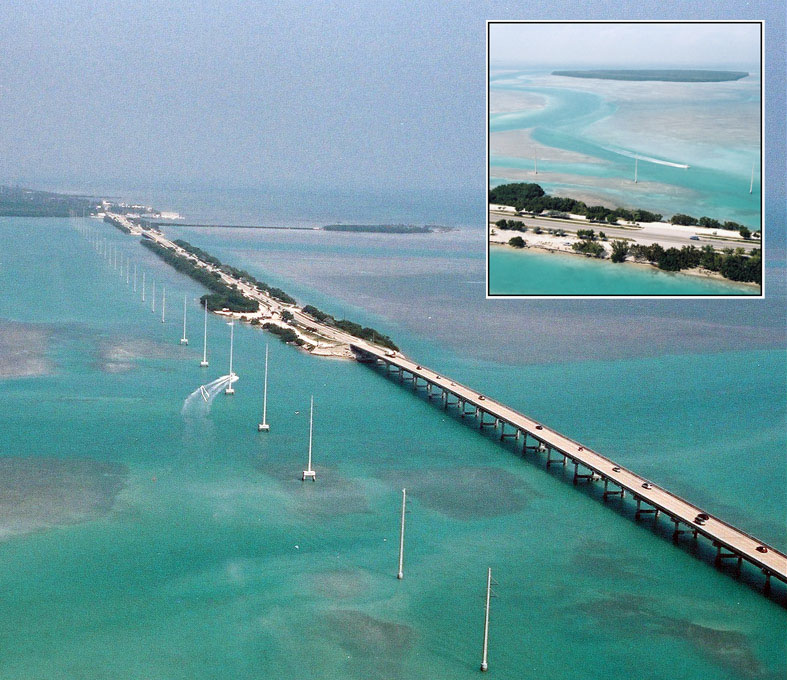
Collegamenti stradali
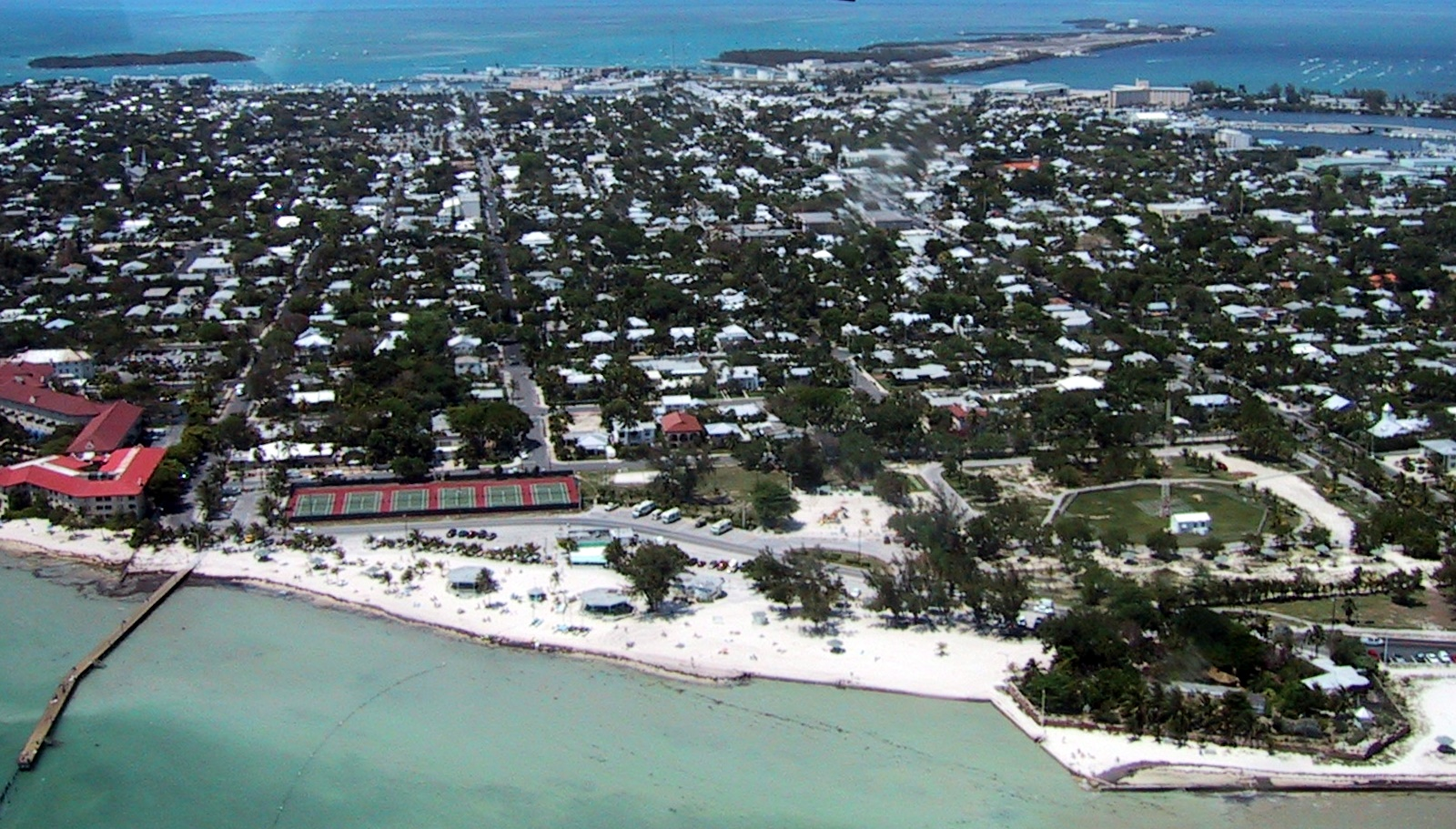
Key West